# Commissie van in- en uitgeleide
Een commissie van in- en uitgeleide heeft tot taak om tijdens een formele bijeenkomst belangrijke gasten te verwelkomen, naar hun plaats te begeleiden en bij vertrek uitgeleide te doen. Het gaat hier meestal om een puur ceremoniële taak. In Nederland en Suriname zijn commissies van in- en uitgeleide vooral bekend van constitutionele plechtigheden, zoals de opening van het parlementair jaar en de inhuldiging van een nieuw staatshoofd.  Maar ook verenigingen en instellingen met een lange traditie kennen soms een commissie ter verwelkoming van bijzondere gasten.

## Rol en taak van een commissie van in- en uitgeleide
Bij sommige staatscolleges, instellingen of verenigingen bestaat de traditie om een commissie van in- en uitgeleide in te stellen wanneer men belangrijke gasten ontvangt. De leden van de commissie wachten de gasten op, heten hen welkom en begeleiden hen naar hun plaats. Na afloop van de bijeenkomst doet de commissie de gasten weer uitgeleide. De commissie heeft een ad-hockarakter, dat wil zeggen dat zij voor één specifieke gelegenheid wordt benoemd en daarna ophoudt te bestaan. Voor een eventuele volgende gelegenheid zal een nieuwe commissie worden ingesteld.
In Nederland is de commissie van in- en uitgeleide vooral bekend van verenigde vergaderingen van de Staten-Generaal die worden bijgewoond door de koning en andere leden van het koninklijk huis, bijvoorbeeld op Prinsjesdag. Ook in Suriname kent de Nationale Assemblee zo’n commissie als de president het parlement bezoekt. Bij sommige (studenten)verenigingen bestaat de traditie echter ook.

## Commissie van in- en uitgeleide bij een verenigde vergadering van de Staten-Generaal (Nederland)

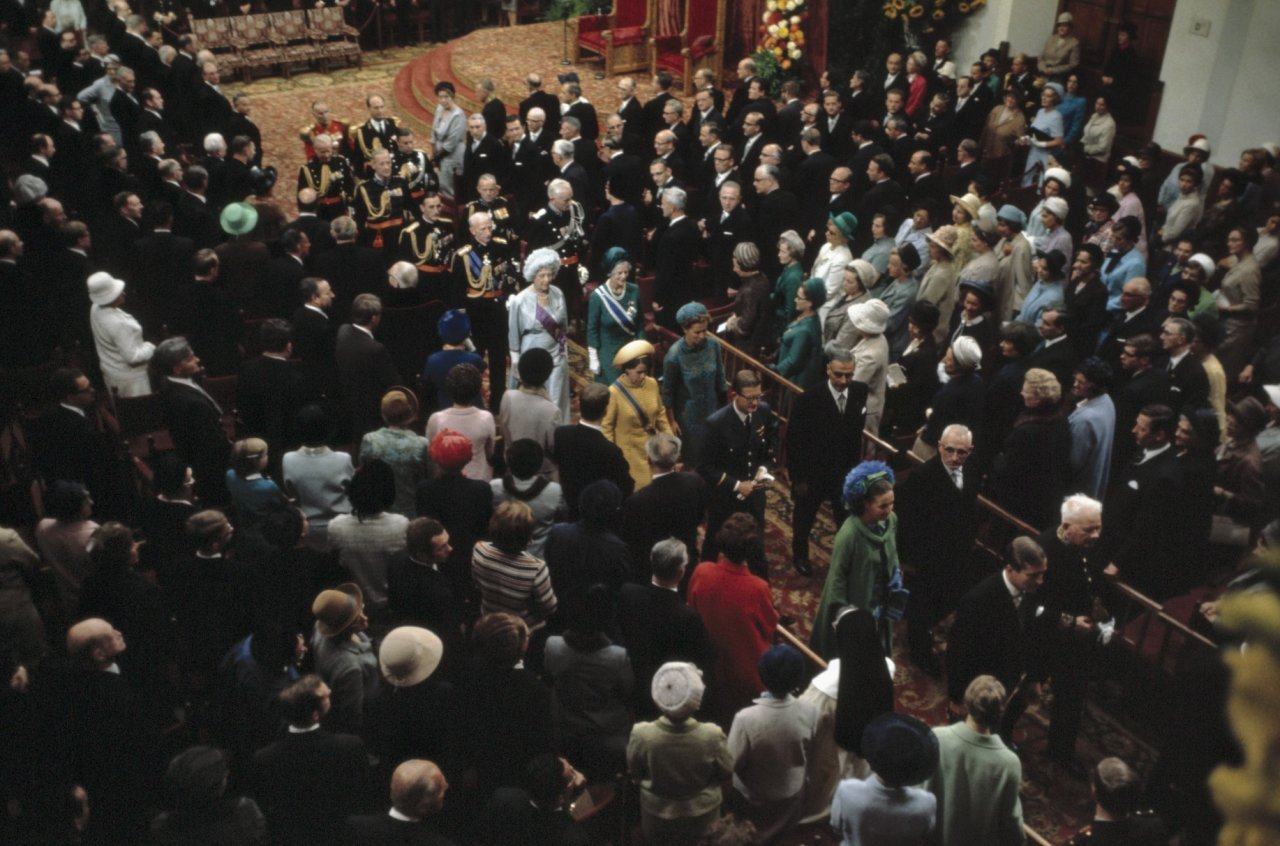
Leden van de commissie van in- en uitgeleide begeleiden prinses Christina, mr Pieter van Vollenhoven, prinses Margriet en prins Claus bij het verlaten van de Ridderzaal op Prinsjesdag 1968.

De bekendste commissie van in- en uitgeleide in Nederland wordt geformeerd als de koning(in), meestal in het gezelschap van andere leden van het koninklijk huis, de verenigde vergadering van de Staten-Generaal bijwoont. Dit gebeurt bijvoorbeeld op Prinsjesdag, bij de inhuldiging van de koning, of bijzondere jubilea van de koning of het parlement.
Het instellen van de commissie is geregeld in het Reglement van orde voor de verenigde vergadering der Staten-Generaal. Artikel 54 stelt dat de voorzitter van deze vergadering, dat is doorgaans de voorzitter van de Eerste Kamer, een commissie van in- en uitgeleide kan benoemen van degene die de vergadering zal toespreken.
De voorzitter van de verenigde vergadering kan ieder lid van de Eerste of Tweede Kamer in de commissie benoemen. Hij heeft hierin een vrije hand omdat het reglement van orde niets zegt over de samenstelling van de commissie. De commissie wordt formeel direct na het openen van de vergadering ingesteld. De beslissing wie in de commissie zal plaatsnemen is al eerder genomen.
De voorzitter van de Tweede Kamer is in de praktijk altijd voorzitter van de commissie van in- en uitgeleide. Verder is het streven dat de commissie de politieke verscheidenheid van de Staten-Generaal weerspiegelt. In de praktijk wordt bij het benoemen van leden van de commissie rekening gehouden met anciënniteit (het aantal jaren dat iemand al Kamerlid is), de politieke verhoudingen en de verdeling man/vrouw. Sommige kamerleden, b.v. van CPN, PSP en SP weigerden of weigeren uit principiële redenen zitting te nemen in een commissie van in- en uitgeleide.
Het aantal leden varieert;  bij de eerste troonrede in 1814 bestond de commissie uit negen personen, uit elke provincie een. Tegenwoordig wordt het aantal leden afgestemd op het aantal leden van het Koninklijk Huis dat de koning vergezelt.

### Incidenten
In 1903 en 1904 zijn er spanningen geweest tussen de hoffunctionarissen die op Prinsjesdag het gevolg van koningin Wilhelmina vormden en de leden van de commissie van in- en uitgeleide. Inzet was de plaats in de stoet bij het binnengaan van de Ridderzaal. Zowel de leden van de commissie als de hoffunctionarissen maakten aanspraak op de plaatsen zo dicht mogelijk bij de koningin, prins Hendrik en koningin-moeder Emma. De  heren van de hofhouding hebben de parlementariërs daarbij zelfs fysiek op hun plaats gezet. Tegenwoordig maken hoffunctionarissen geen deel meer uit van de stoet.
Na de inhuldiging van koning Willem Alexander in 2013 ontstond er commotie over de commissie van in- en uitgeleide. Bij de eerdere inhuldigingen van koningin Juliana (1948) en koningin Beatrix (1980) bestond de commissie uit de Tweede-Kamervoorzitter en alle fractievoorzitters uit beide Kamers.  In 2013 vond de toenmalige voorzitter van de Eerste Kamer, Fred de Graaf, dat het aantal fractieleiders zo groot was geworden dat de commissie er bij die samenstelling te rommelig zou uitzien. Als voorzitter van de verenigde vergadering van de Staten-Generaal besloot hij een kleinere commissie te formeren. Deze zou bestaan uit de langstzittende leden van de Eerste en de Tweede Kamer, waarbij een politieke partij niet meer dan één vertegenwoordiger in de commissie mocht hebben.
Na de inhuldiging publiceerde De Volkskrant een interview met De Graaf. Daarin wekte hij de suggestie dat hij een procedurele kunstgreep had toegepast om PVV-fractieleider Wilders buiten de commissie van in- en uitgeleide te houden, hoewel deze op basis van zijn anciënniteit als Kamerlid wel in aanmerking was gekomen. Het interview leidde tot veel ophef en uiteindelijk tot het aftreden van De Graaf als Eerste-Kamervoorzitter.